# Al-Arima (poddystyrykt)
Al-Arima – jedna z 4 jednostek administracyjnych trzeciego rzędu (nahijja) dystryktu Al-Bab w muhafazie Aleppo w Syrii.
W 2004 roku poddystrykt zamieszkiwało 32 041 osób.